# Paragathia delicia
Paragathia delicia är en fjärilsart som beskrevs av Thierry-mieg 1907. Paragathia delicia ingår i släktet Paragathia och familjen mätare. Inga underarter finns listade i Catalogue of Life.